# Gidsgesteente
Gidsgesteenten zijn zwerfstenen met specifieke en soms unieke kenmerken, waarmee deze zich van andere zwerfstenen onderscheiden. Op grond hiervan zijn deze te herleiden tot specifieke herkomstgebieden in Scandinavië.